# Eva Prokopcová
Eva Prokopcová (* 9. února 1948 České Budějovice) je česká akademická malířka a ilustrátorka. 

## Životopis
Eva Tereza Išková, provdaná Prokopcová, se narodila v Českých Budějovicích, ale své dětství prožila v Českém Krumlově. Vyrůstala sama, jen s maminkou, která kvůli emigraci manžela v roce 1953 byla často bez zaměstnání, pronásledovaná a bylo jí vyhrožováno, že její dceru Evu předají do dětského domova. Matka se později provdala za architekta Bohumila Bőhma. Eva po nástupu do základní školy přilnula k učitelce Bohuslavě Mračkové, která ji podporovala v kresbě, přičemž ji umožňovala využívat školní kreslírnu. V Českém Krumlově po dokončení základní školy absolvovala gymnázium a zahájila studium na Střední průmyslové škole kamenické a sochařské v Hořicích v Podkrkonoší. Po několika neúspěšných přijímacích zkouškách na Akademii výtvarných umění nastoupila ke studiu architektury na Českém vysokém učení technickém v Praze, které ukončila po dvou letech v roce 1972. To již měla rodinu a žila v Praze. Na Akademii výtvarných umění byla přijata v roce 1977, přičemž studovala figurální a krajinářskou malbu v ateliéru profesora Jana Smetany. Po studiu se vrátila s rodinou do Českých Budějovic, kde nejdříve měla svůj ateliér v malém panelákovém bytě. Se svými jihočeskými výtvarnými kolegy začala vystavovat v Českých Budějovicích, Českém Krumlově, Prachaticích a Týně nad Vltavou. Svoji výtvarnou polohu směřuje na problematiku různosti znaku a znakových polí v obecné poloze, používá abstraktní formální prostředky. Zabývá se i ilustracemi knih. Je zastoupena svými díly v Národní galerii v Praze, v Alšově jihočeské galerii v Hluboké nad Vltavou v Egon Schiele Art Centrum v Českém Krumlově, v Galerii Klatovy/Klenová, v Geofyzikálním ústavu AV ČR, v.v.i. v Praze. 

## Dílo

### Knižní ilustrace
- URZIDIL, Johannes: Poslední host. Horní Planá: Srdce Vltavy, 1999
- SMRŽ, Jiří: Eurydika v uhelném dole. Praha: Klokočí,2003
- ŽÁK, Jan David: Dešti mezi slova. Praha: DharmaGai, 2005
- LORENC, Michael: Rošády/básnický almanach.  Praha, Balt-East, 2006
- HALAŠ, Xaver: Z jiskry a prachu / Anna Kamieńska. České Budějovice, Měsíc ve dne, 2020

### Samostatné výstavy
- 1986 – Ústav ČSAV, Praha
- 1987 – KS Staroměstská, České Budějovice
- 1988 – Dům kultury ROH, České Budějovice
- 1991 – Galerie M, Český Krumlov
- 1997 – Princip ukrývání, AJG Wortnerův dům, České Budějovice
- 2002 – Galerie Montmartre a Galerie Via Art, Praha
- 2006 – Egon Schiele Art Centrum, Český Krumlov
- 2009 – Galerie Klatovy
- 2012 – Prácheňské muzeum, Písek
- 2015 – Dům Gustava Mahlera, Jihlava
- 2018 – Vzpomínky na dětství, Egon Schiele Art Centrum, Český Krumlov
- 2021 – Kresby, Strakonice
- 2022 – Mezní sizuace, Praha
- 2023 – Otevřený ateliér, Hranice
- 2025 – Barevné impulzy a doteky, zámek Rožmitál pod Třemšínem[5]

Vystavovala se skupinou Mladí jihočeští výtvarní umělci, účastnila se výstav v rámci Vltavotýnských dvorků v Týně nad Vltavou a jinde.